# 田中辰彦
田中 辰彦（たなか たつひこ、1986年4月5日 - ）は、広島県出身の競艇選手。登録番号4434。身長168cm。血液型B型。100期。広島支部所属。同期に桐生順平、青木玄太、鎌倉涼らがいる。

## 来歴
- やまと競艇学校時代、リーグ戦勝率2.84（準優出以上なし）の成績を残した。
- 2007年5月22日、宮島競艇場でデビュー（6着）。
- 2009年3月4日、若松競艇場での「西部競艇記者クラブ杯争奪戦競走」2日目1Rで初勝利（215走目）。
- 2012年6月10日、大村競艇場での「G3新鋭リーグ第11戦 日刊スポーツ杯」で初優出（6着）[1]